# 旭橋 (箱根町)
旭橋（あさひばし）は、神奈川県足柄下郡箱根町の早川に架かる箱根国道（国道1号・国道138号）の橋である。1933年に完成した。

## 歴史
昭和初期に、箱根の険路の自動車交通にあわせた近代化事業が行われた。塔之澤の千歳橋は1930年（昭和5年）、函嶺洞門は1931年（昭和6年）に竣工。箱根湯本の温泉街の西部に位置する旭橋は、1933年（昭和8年）に竣工した。1967年（昭和42年）には渋滞緩和を目的として、上流側に並行して鋼箱桁橋の新旭橋が架けられ、それ以降は下り線（宮ノ下方面行き）一方通行となる。
道路の近代化史や、昭和初期の鉄筋コンクリート技術を示す歴史的価値の高さから、1990年（平成2年）にはかながわの橋100選に選定。2005年（平成17年）には、旭橋と千歳橋、函嶺洞門が「箱根地区国道1号施設群」として土木学会選奨土木遺産に選定。2015年（平成27年）には「国道一号箱根湯本道路施設」として旭橋、千歳橋および函嶺洞門が重要文化財に指定された。

## 構造
左岸側が下流寄りに10度ずれた斜橋である。軟弱地盤であることから、基礎への負荷を軽減できるタイドアーチ橋が採用された。39.5 mの支間長は、鉄筋コンクリート構造のタイドアーチ橋としては日本最長である。上流側に同時期に建設された千歳橋も似た意匠であり、照明灯は旭橋が洋風であるのに対し千歳橋は和風と工夫がこらされている。